# Renault 25
Der Renault 25 (kurz R25) war ein Personenkraftwagen des französischen Automobilherstellers Renault. Er wurde von April 1984 bis Februar 1992 im nordfranzösischen Sandouville bei Le Havre hergestellt.

## Modellgeschichte

### Allgemeines
Die Planungen für den R25 begannen bereits 1977. Das als Nachfolger für den Renault 20 und Renault 30 gedachte Modell wurde auf dem Genfer Salon vorgestellt und kam im Frühjahr 1984 auf den Markt. Die vorherige Unterscheidung zwischen einem Vierzylinder-Modell (R20) und einem unter anderer Bezeichnung angebotenen Sechszylinder-Spitzenmodell (R30) wurde aufgegeben. Beide Motorbauarten wurden nun unter derselben Modellbezeichnung angeboten.
Mit einer eigenständigen, von Giorgetto Giugiaro gestalteten Karosserie und geändertem Fahrwerk wurden von 1988 bis 1992 in den USA der Eagle Premier und der Dodge Monaco unter anderem mit dem 3,0-Liter-V6-PRV-Motor angeboten.

### Karosserie

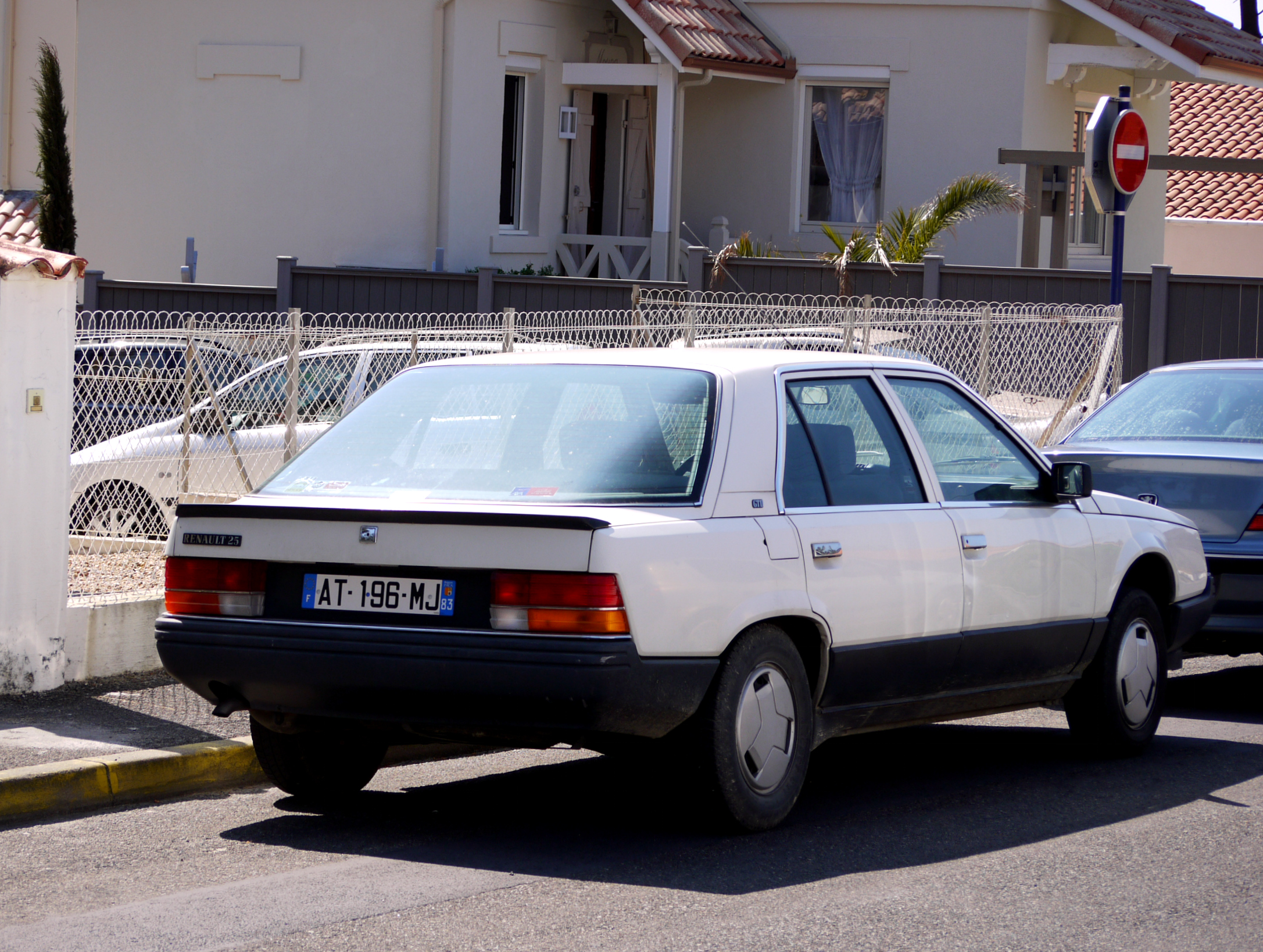
Heckansicht

Renault setzte wie beim R16 und beim R20/R30 auch beim R25 weiterhin auf das Schrägheck mit Heckklappe, deutete allerdings in der Karosserielinie ein Stufenheck an. Bei Vorserienprojekten von Robert Opron und Marc Deschamps waren unter der Bezeichnung Renault M und 129 noch sowohl Stufen- als auch Schrägheck in Erwägung gezogen worden. Das Armaturenbrett wurde von Marcello Gandini in Italien gestaltet. Die Radaufhängung mit Doppelquerlenkern vorn und Längslenkern, umgedrehten Dreieckslenkern (das Scharniergelenk sitzt am Radträger, das Kugelgelenk innen) und Dämpferbeinen hinten war ähnlich wie beim Vorgänger ausgeführt.
Von der Öffentlichkeit weitgehend unbemerkt blieb der für diese Epoche günstige Luftwiderstandsbeiwert (cw) des Renault 25, der in einigen Versionen mit 0,28 den des Audi 100 C3 von 1982 (0,3) unterbot.
Im Frühjahr 1985 brachte man eine Version mit einem um 22,7 cm verlängerten Radstand als Renault 25 Limousine auf den Markt, mit entsprechend mehr Fußraum hinten. Sie war von außen an längeren Fondtüren und einer breiteren B-Säule zu erkennen. Das Modell wurde von Heuliez gebaut und war vor allem für politische Würdenträger gedacht. Zwischen April 1985 und Juni 1986 wurden 832 Fahrzeuge dieses Typs gebaut.

### Ausstattungsmerkmale
Als Neuheit wurde ein sprechender Bordcomputer angeboten, der neben den Kontrollleuchten Fahrzeugfunktionen überwachte und auf Wunsch kommentierte. Bei der Modellvariante V6 Injection gehörte er zur Serienausstattung.

### Modellpflege
Im Juni 1988 erhielt der R25 für das Modelljahr 1989 eine Modellpflege. Die Karosserieform wurde an der Frontpartie abgerundet, die neuen Heckleuchten waren breiter. Die Maße der Karosserie blieben unverändert, der Innenraum hingegen wurde geringfügig modifiziert. So wurden die Sitze mit neuen Bezugsstoffen angeboten und ergonomischer ausgeformt. Das Armaturenbrett erhielt geänderte Lüftungsschlitze und wurde Anfang der 1990er Jahre aufgepolstert.
Auch die Motoren wurden der technischen Entwicklung angepasst. So wurden alle Ottomotoren mit einem Drei-Wege-Katalysator ausgerüstet. Das Topmodell hieß Baccara und war unter anderem mit Klimaautomatik, Lederausstattung und Wurzelholzapplikationen ausgestattet.

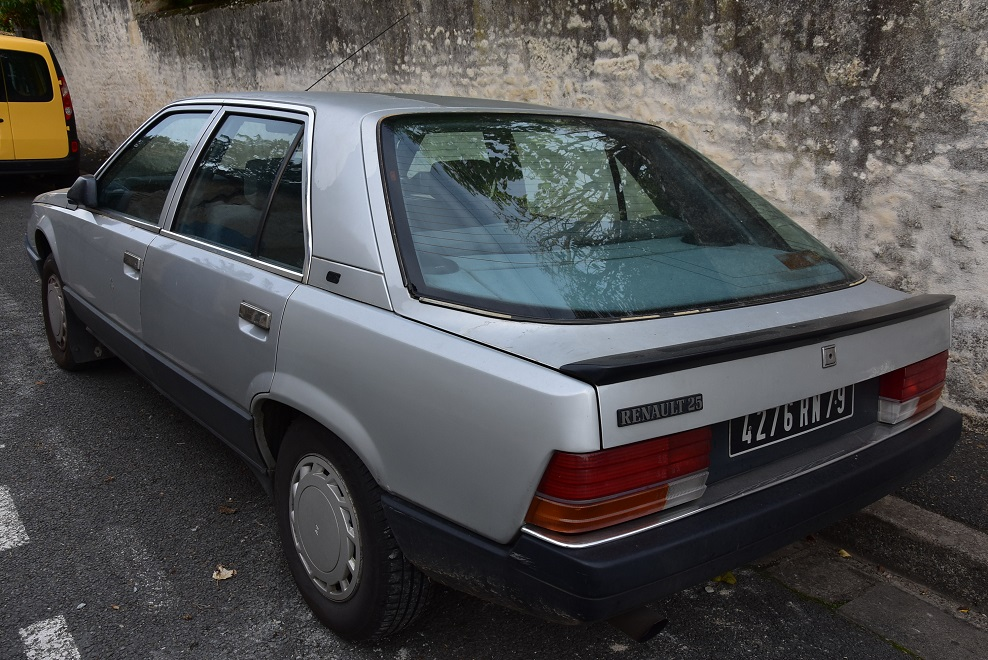
Renault 25 GTS (1988), 1995 cm³, 103 PS
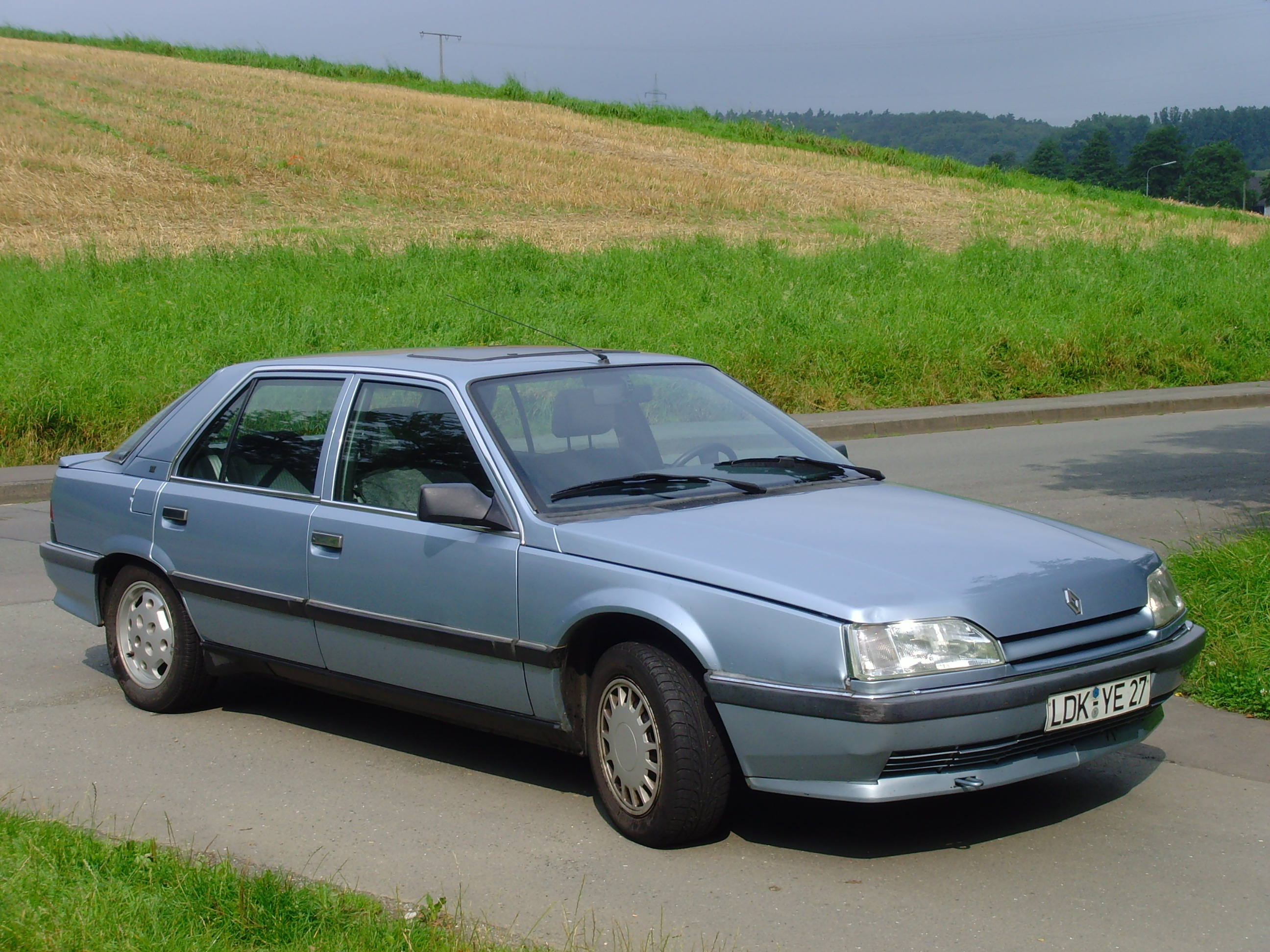
Renault 25 (1988–1992)
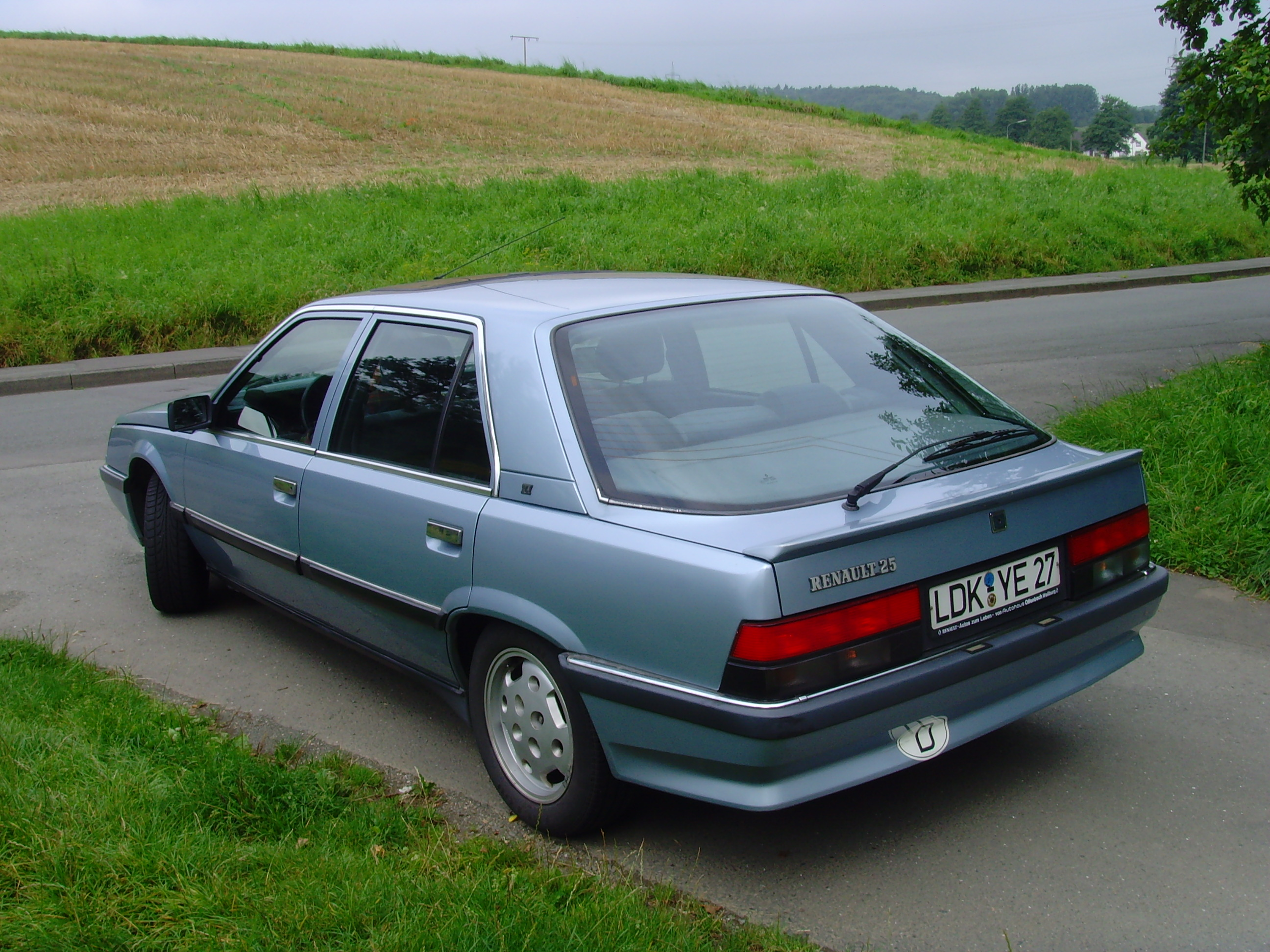
Heckansicht

Im Februar 1992 wurde die Produktion des Renault 25 eingestellt. Laut Renault wurden in Deutschland 40.458 Exemplare des R25 verkauft. Im Mai 1992 wurde er durch den Renault Safrane abgelöst.

## Technische Daten

### Ottomotoren
|                             | TS GTS                        | TX TXE                        | TX GTX TXE                    | GTX                           | TI TXI                        | TI                    | V6 Injection                  | V6 Injection                  | V6 Injection TX V6 Injection  | V6 Turbo                   | V6 Turbo                   |
| Bauzeitraum                 | 04/1984–02/1992               | 09/1986–02/1992               | 03/1987–02/1992               | 04/1984–12/1989               | 06/1988–02/1992               | 06/1989–02/1992       | 04/1984–08/1989               | 06/1987–02/1990               | 06/1987–02/1992               | 10/1984–05/1990            | 01/1990–02/1992            |
| Motorkenndaten              |                               |                               |                               |                               |                               |                       |                               |                               |                               |                            |                            |
| Motorkennung                | J6R 706/707/760/ 762/763      | J7T 732/733                   | J7R 722/723                   | J7T 706/707/714/ 715          | J7R 720/721                   | J7R 726               | Z7V 708/709/711               | Z7W 700/701                   | Z7W 706/707                   | Z7U 702                    | Z7U 700                    |
| Motortyp                    | R4-Ottomotor                  | R4-Ottomotor                  | R4-Ottomotor                  | R4-Ottomotor                  | R4-Ottomotor                  | R4-Ottomotor          | V6-Ottomotor                  | V6-Ottomotor                  | V6-Ottomotor                  | V6-Ottomotor               | V6-Ottomotor               |
| Anzahl Ventile pro Zylinder | 2                             | 2                             | 2                             | 2                             | 3                             | 3                     | 2                             | 2                             | 2                             | 2                          | 2                          |
| Ventilsteuerung             | OHC, Zahnriemen               | OHC, Zahnriemen               | OHC, Zahnriemen               | OHC, Zahnriemen               | OHC, Zahnriemen               | OHC, Zahnriemen       | 2 × OHC, Kette                | 2 × OHC, Kette                | 2 × OHC, Kette                | 2 × OHC, Kette             | 2 × OHC, Kette             |
| Gemischaufbereitung         | Vergaser                      | Saugrohreinspritzung          | Saugrohreinspritzung          | Saugrohreinspritzung          | Saugrohreinspritzung          | Saugrohreinspritzung  | Saugrohreinspritzung          | Saugrohreinspritzung          | Saugrohreinspritzung          | Saugrohreinspritzung       | Saugrohreinspritzung       |
| Katalysator                 | Nein                          | Ja                            | Nein                          | Nein                          | Nein                          | Ja                    | Nein                          | Nein                          | Ja                            | Nein                       | Ja                         |
| Motoraufladung              | –                             | –                             | –                             | –                             | –                             | –                     | –                             | –                             | –                             | Turbolader, Ladeluftkühler | Turbolader, Ladeluftkühler |
| Kühlung                     | Wasserkühlung                 | Wasserkühlung                 | Wasserkühlung                 | Wasserkühlung                 | Wasserkühlung                 | Wasserkühlung         | Wasserkühlung                 | Wasserkühlung                 | Wasserkühlung                 | Wasserkühlung              | Wasserkühlung              |
| Bohrung × Hub               | 88,0 mm × 82,0 mm             | 88,0 mm × 89,0 mm             | 88,0 mm × 82,0 mm             | 88,0 mm × 89,0 mm             | 88,0 mm × 82,0 mm             | 88,0 mm × 82,0 mm     | 88,0 mm × 73,0 mm             | 91,0 mm × 73,0 mm             | 91,0 mm × 73,0 mm             | 91,0 mm × 63,0 mm          | 91,0 mm × 63,0 mm          |
| Hubraum                     | 1995 cm³                      | 2165 cm³                      | 1995 cm³                      | 2165 cm³                      | 1995 cm³                      | 1995 cm³              | 2664 cm³                      | 2849 cm³                      | 2849 cm³                      | 2458 cm³                   | 2458 cm³                   |
| Verdichtungsverhältnis      | 9,2:1                         | 9,2:1                         | 10,0:1                        | 9,9:1                         | 9,3:1                         | 9,3:1                 | 9,2:1                         | 9,5:1                         | 9,5:1                         | 8,6:1                      | 8,0:1                      |
| max. Leistung bei min−1     | 74 kW (101 PS) 5500           | 79 kW (107 PS) 5000           | 88 kW (120 PS) 5500           | 89 kW (121 PS) 5250           | 103 kW (140 PS) 6000          | 99 kW (135 PS) 6000   | 104 kW (141 PS) 5500          | 115 kW (156 PS) 5400          | 110 kW (150 PS) 5400          | 133 kW (182 PS) 6000       | 151 kW (205 PS) 5500       |
| max. Drehmoment bei min−1   | 158 Nm 3000                   | 170 Nm 3500                   | 168 Nm 4500                   | 178 Nm 2750                   | 176 Nm 4300                   | 174 Nm 4300           | 215 Nm 2500                   | 235 Nm 2500                   | 225 Nm 2500                   | 280 Nm 3000                | 290 Nm 2500                |
| Kraftübertragung            |                               |                               |                               |                               |                               |                       |                               |                               |                               |                            |                            |
| Antrieb                     | Vorderradantrieb              | Vorderradantrieb              | Vorderradantrieb              | Vorderradantrieb              | Vorderradantrieb              | Vorderradantrieb      | Vorderradantrieb              | Vorderradantrieb              | Vorderradantrieb              | Vorderradantrieb           | Vorderradantrieb           |
| Getriebe, serienmäßig       | 5-Gang-Schaltgetriebe         | 5-Gang-Schaltgetriebe         | 5-Gang-Schaltgetriebe         | 5-Gang-Schaltgetriebe         | 5-Gang-Schaltgetriebe         | 5-Gang-Schaltgetriebe | 5-Gang-Schaltgetriebe         | 5-Gang-Schaltgetriebe         | 5-Gang-Schaltgetriebe         | 5-Gang-Schaltgetriebe      | 5-Gang-Schaltgetriebe      |
| Getriebe, optional          | 3-Stufen- Automatik- getriebe | 4-Stufen- Automatik- getriebe | 4-Stufen- Automatik- getriebe | 3-Stufen- Automatik- getriebe | 4-Stufen- Automatik- getriebe | –                     | 3-Stufen- Automatik- getriebe | 4-Stufen- Automatik- getriebe | 4-Stufen- Automatik- getriebe | –                          | –                          |
| Messwerte 1                 |                               |                               |                               |                               |                               |                       |                               |                               |                               |                            |                            |
| Höchstgeschwindigkeit       | 182 km/h                      | 187 km/h (183 km/h)           | 195 km/h (187 km/h)           | 195 km/h                      | 203 km/h                      | 203 km/h              | 201 km/h                      | 208 km/h (204 km/h)           | 208 km/h (204 km/h)           | 228 km/h                   | 233 km/h                   |
| Beschleunigung, 0–100 km/h  | 11,5 s                        | 11,6 s (12,4 s)               | 10,7 s (12,2 s)               | 10,3 s                        | 9,9 s                         | 9,9 s                 | 10,0 s                        | 9,3 s (9,5 s)                 | 9,3 s (9,5 s)                 | 8,1 s                      | 7,4 s                      |

### Dieselmotoren
|                             | TD GTD                | GTD                   | Turbo D Turbo DX           |
| Bauzeitraum                 | 04/1984–05/1989       | 06/1989–02/1992       | 04/1984–02/1992            |
| Motorkenndaten              |                       |                       |                            |
| Motorkennung                | J8S 706               | J8S 736               | J8S 708/738                |
| Motortyp                    | R4-Dieselmotor        | R4-Dieselmotor        | R4-Dieselmotor             |
| Anzahl Ventile pro Zylinder | 2                     | 2                     | 2                          |
| Ventilsteuerung             | OHC, Zahnriemen       | OHC, Zahnriemen       | OHC, Zahnriemen            |
| Gemischaufbereitung         | Vorkammereinspritzung | Vorkammereinspritzung | Vorkammereinspritzung      |
| Motoraufladung              | –                     | –                     | Turbolader, Ladeluftkühler |
| Kühlung                     | Wasserkühlung         | Wasserkühlung         | Wasserkühlung              |
| Bohrung × Hub               | 86,0 mm × 89,0 mm     | 86,0 mm × 89,0 mm     | 86,0 mm × 89,0 mm          |
| Hubraum                     | 2068 cm³              | 2068 cm³              | 2068 cm³                   |
| Verdichtungsverhältnis      | 21,5:1                | 21,5:1                | 21,5:1                     |
| max. Leistung bei min−1     | 46 kW (63 PS) 4500    | 51 kW (69 PS) 4500    | 63 kW (86 PS) 4250         |
| max. Drehmoment bei min−1   | 124 Nm 2250           | 137 Nm 2250           | 181 Nm 2000                |
| Kraftübertragung            |                       |                       |                            |
| Antrieb                     | Vorderradantrieb      | Vorderradantrieb      | Vorderradantrieb           |
| Getriebe                    | 5-Gang-Schaltgetriebe | 5-Gang-Schaltgetriebe | 5-Gang-Schaltgetriebe      |
| Messwerte                   |                       |                       |                            |
| Höchstgeschwindigkeit       | 155 km/h              | 165 km/h              | 172 km/h                   |
| Beschleunigung, 0–100 km/h  | 18,3 s                | 17,5 s                | 13,1 s                     |